# Радруж
Радруж (пол. Radruż) — село в Польщі, у гміні Горинець-Здруй Любачівського повіту Підкарпатського воєводства. Розташоване на Закерзонні,  на кордонні з Україною.
Населення — 231 особа (2011).

## Назва
У 1977-1981 рр. в ході кампанії ліквідації українських назв село називалося Роздроже (пол. Rozdroże).

## Історія
Вперше згадується в 1444 р. В середині XVI ст. село налічувало понад 500 мешканців, які займалися рільництвом, вівчарством і бортництвом, були також 3 корчмарі, мельник, коваль, тесля і токар. Наприкінці XVIII ст. в селі проживало 1648 жителів, з них 1600 греко-католиків, 40 римо-католиків і 8 юдеїв.
У 1939 році в селі проживало 2 590 мешканців, з них 2 410 українців-грекокатоликів, 10 українців-римокатоликів, 90 поляків (колоністи кінця XIX ст., жили в окремій колонії) та 20 польських колоністів міжвоєнного періоду і 60 євреїв. Село входило до ґміни Врублячин Равського повіту Львівського воєводства.
Наприкінці вересня 1939 р. село зайняла Червона армія. 27.11.1939 постановою Президії Верховної Ради УРСР село включене до новоутвореної Львівської області, а 17 січня 1940 року — до Немирівського району. В червні 1941, з початком Радянсько-німецької війни, село знову було окуповане німцями. В липні 1944 року радянські війська оволоділи селом, а в жовтні 1944 року село зі складу Львівської області передано Польщі. Українців добровільно-примусово виселяли в СРСР, але вони чинили спротив у рядах УПА і підпілля ОУН. Решту українців у 1947 р. депортовано на понімецькі землі.
На цвинтарі на могилах полеглих героїв УПА встановили хрести і пам’ятник, який став об’єктом наруги для польських шовіністів.
У 1975-1998 роках село належало до Перемишльського воєводства.

## Церкви
До заборони УГКЦ в селі була парафія Немирівського деканату Перемишльської єпархії.
У селі знаходиться дерев'яна Церква святої Параскеви з першої половини 17 ст., яка входить у світову спадщину ЮНЕСКО. В ній зберігся один з найстаріших стінописів, сюжетно і композиційно поєднаний з іконостасом. Цінні ікони 15 ст. (св. Микола) зберігаються у Львівському Музеї Українського Мистецтва.
Дерев’яна церква св. Миколи Чудотворця збудована в 1931 р. Після виселення українців церкву перетворено на костел.
Збереглись кам’яні придорожні хрести і каплички.

## Демографія
Демографічна структура станом на 31 березня 2011 року:
|          | Загалом | Допрацездатний вік | Працездатний вік | Постпрацездатний вік |
| -------- | ------- | ------------------ | ---------------- | -------------------- |
| Чоловіки | 115     | 19                 | 86               | 10                   |
| Жінки    | 116     | 37                 | 62               | 17                   |
| Разом    | 231     | 56                 | 148              | 27                   |